# Carl Engel (musicista)
Carl Engel (Parigi, 21 luglio 1883 – New York, 6 maggio 1944) è stato un compositore statunitense.

## Biografia
Ha studiato presso le Università di Strasburgo e di Monaco di Baviera sotto la guida e gli insegnamenti di Ludwig Thuille per la composizione.
Nel 1905 si trasferì negli Stati Uniti, dove nel giro di quattro anni divenne direttore artistico della Boston Music Company (1909-1922) e dal 1922 assunse la direzione della divisione musicale della Library of Congress di Washington (1922-1934).
Nel 1917 diventò cittadino statunitense. 
Verso la fine degli anni venti rivestì il ruolo di direttore della rivista The Musical Quarterly di New York.
Fu presidente della casa editrice di G. Schirmer (1929) e consulente onorario in musicologia presso la Library of Congress (dal 1934).
Nel 1934, con Sonneck e Kinkeldey, fondò la American Musicological Society, di cui successivamente fu presidente (1937-1938).
Ha pubblicato numerosi scritti in varie riviste musicali.
Tra le composizioni, annoveriamo: musica da camera per violino, pianoforte e per canto.

## Opere
- (EN)  Alla Breve, from Bach to Debussy, New York, G. Schirmer, 1921, ISBN 0-8369-1919-X; brevi biografie di grandi compositori.